# Gongylanthus liebmannianus
Gongylanthus liebmannianus là một loài rêu tản trong họ Arnelliaceae. Loài này được (Lindenb. & Gottsche) Stephani miêu tả khoa học lần đầu tiên năm 1906.